# Lil Mabu
Мэ́тью Пи́тер де Лю́ка (англ. Matthew Peter deLuca, известен под сценическим псевдонимом как Lil Mabu; род. 4 апреля 2005, боро Манхэттен, Нью-Йорк, Нью-Йорк, США) — американский рэпер. Впервые получил признание в 2020 году благодаря своей песне «Miss Me», а наибольшую известность получил благодаря синглу 2023 года «Mathematical Disrespect», который вошёл в топ-50 Billboard Hot 100.

## Биография
ДеЛьюка начал свою рэп-карьеру в 2018 году. В 2020 году он набрал популярность, выпустив свою песню «Miss Me». В 2022 году его песня «No Snitching», написанная совместно с Дасти Локейном, стала всё более популярной на платформе TikTok. Дебютный микстейп ДеЛьюки «Double M's» был выпущен 30 июня 2022 года, в котором приняли участие Дасти Локейн, Sha EK, Дуги Би, DThang и Рах Свиш.
23 декабря 2022 года он выпустил песню под названием «Throw» с участием Нью-Йоркского рэпера DD Osama, которая на момент выхода была самым популярным музыкальным видео на YouTube в течение недели.
В мае 2023 года ДеЛьюка выпустил песню «Mathematical Disrespect». Она попала в чарты США, Великобритании и Ирландии, став его первой записью в любом крупном музыкальном чарте мира. Месяц спустя он окончил среднюю школу и выпустил ещё один сингл под названием «Rich Scholar». 22 августа 2023 года он объявил, что поступает в колледж и 1 сентября выпустил сингл «At What Cost?», сопровождаемый музыкальным клипом.
17 октября 2023 года ДеЛьюка и рэпер Крис Рок выпустили «Mr. Take Ya Bitch», дисс-трек, адресованный Blueface и его менеджеру Wack 100. Он быстро попал в чарты Billboard Hot R&B/Hip-Hop Songs и Hot 100, достигнув 33-й и 96-й строчек соответственно. Кроме того, он попал в Топ-50 TikTok Billboard, достигнув первого места 2 ноября 2023 года. Рок и Делука поссорились с Blueface из-за социальных сетей.
21 декабря 2023 года ДеЛюка и рэпер Fivio Foreign выпустили альбом «Teach Me How to Drill», на который был снят видеоклип.
В апреле 2024 года ДеЛюка чуть не ранил себя, когда пистолет, который он держал в руках, выстрелил во время съёмок музыкального клипа.

## Личная жизнь
В 2022 году газета New York Post опубликовала информацию о том, что ДеЛьюка был образцовым студентом престижной Collegiate School, подготовительной школы на Манхэттене, стоимость обучения в которой составляет 60 000 долларов США, и что его семья владела недвижимостью на общую сумму 12 миллионов долларов США[требуется более точный источник]. Некоторые комментаторы отметили контраст между социально-экономическим происхождением Делуки из высшего класса и тематикой его учебной музыки.
В настоящее время ДеЛьюка учится на бизнес-факультете Университета Эмори и записывает музыку в своей комнате в общежитии. ДеЛьюка описывает своё пребывание «днём в школе, а ночью на улице».

## Дискография
Микстейпы
Список микстейпов с выбранными деталями
| ЗаголовкиБоковики | Детали микстейпа                                                                                        |
| ----------------- | --- |
| Double M's        | - Релиз: 30 июня 2022 - Лейбл: без лейбла - Формат: цифровая загрузка, потоковая передача               |
| Young Genius      | - Релиз: 5 апреля 2024 - Лейбл: Young Genius Academy - Формат: CD, цифровая загрузка, потоковое вещание |

Синглы
В качестве ведущего исполнителя
| ЗаголовкиБоковики    | Заголовок 1         | Заголовок 2         |
| -------------------- | ------------------- | ------------------- |
| «Man Down»           | Содержимое ячейки 1 | Содержимое ячейки 2 |
| «Slide» (with R3ady) | Содержимое ячейки 3 | Содержимое ячейки 4 |
| «Heartbreaking»      |                     |                     |